# Tryckimpregnerat trä

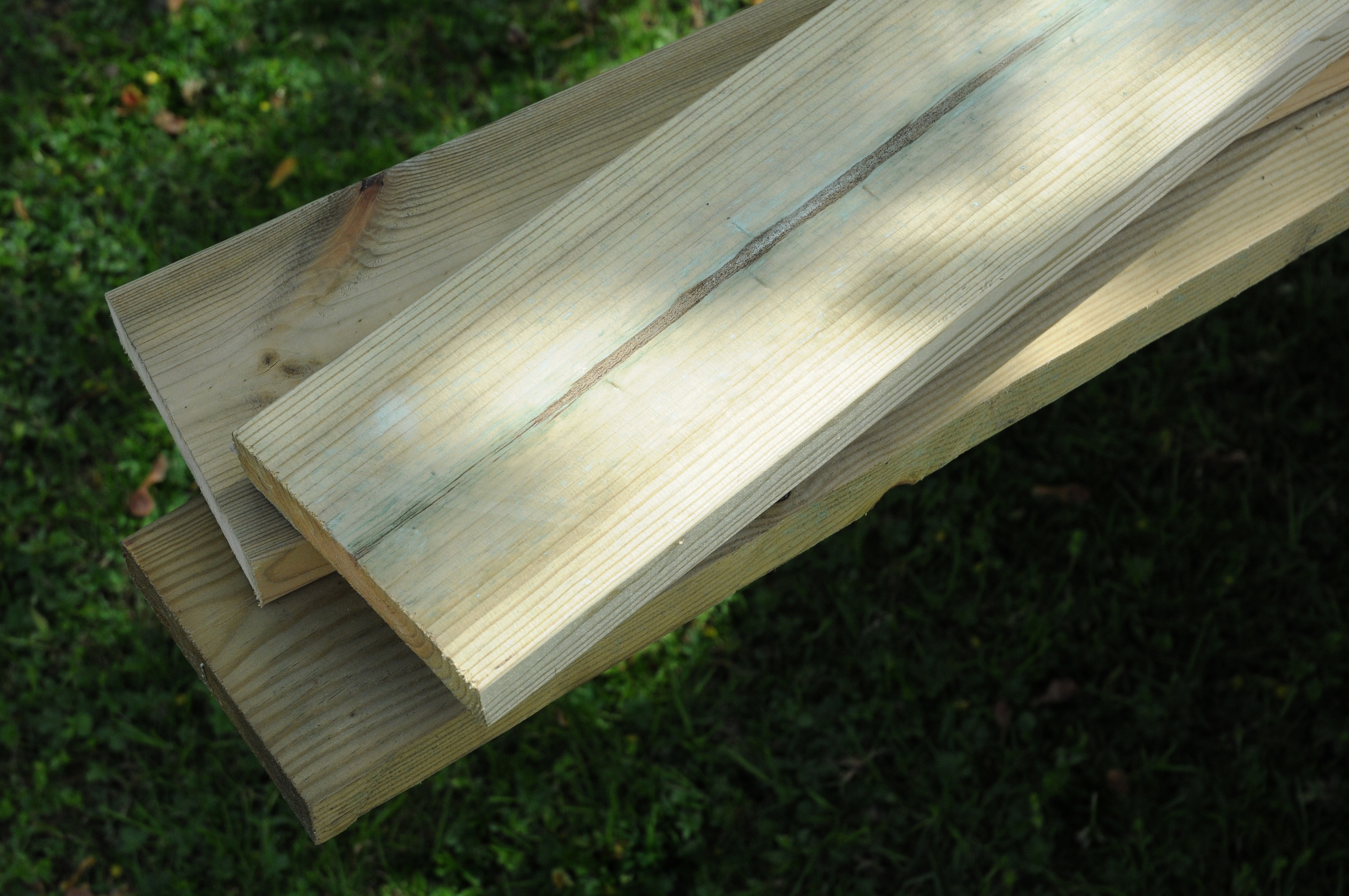
Tryckimpregnerat trallvirke

Tryckimpregnerat trä är virke som genom en övertrycksprocess pressar in impregneringsvätska, företrädesvis innehållande kopparsalter, genom virkets splintved. Detta för att motverka röta som uppkommer när virke används utomhus i fuktiga miljöer. Tidigare användes kreosot för impregnering av slipers och stolpar medan man började använda krom-koppar-arsenik-preparat (CCA) till sågade trävaror på 1960-talet.
Det är kopparn som ger träet dess gröna färg och idag används enbart träskyddsmedel godkända av Kemikalieinspektionen enligt EU:s biocidförordning. Allt virke som produceras i Norden hanteras också enligt Nordiska Träskyddsrådets (NTR:s) regler, vilket betyder ett särskilt godkännande för effektiv funktion och provning i fält i minst fem år. Själva impregneringen görs alltid i en sluten och invallad process för att spill ej ska kunna ske till omgivningen. 8 -10 % av den svenska trävaruproduktionen impregneras. I Sverige används endast impregnerad furu. Gran impregneras för vissa exportmarknader och till exempelvis panel, vindskivor och läkt. 

## Metoder
- Vakuumimpregnering utförs i tryckkärl under högt tryck, torrt virke placeras i ett liggande tryckkärl som tillsluts. Luften sugs ur kärlet och det porösa virket, varefter man tillsätter impregneringsvätskan under vakuum. Vid korrekt utförd tryckimpregnering trycks impregneringsvätskan in till kärnveden, vilket ger ett gott skydd mot röta. Upptagningen av impregneringsvätska ligger runt 300 liter per kubikmeter virke, men kan variera upp mot 600 liter beroende på det tryckta virkets förutsättningar.

- Brandskyddsimpregnering utförs med torkat virke för att få bättre motstånd mot brand, här tillförs brandskyddsvätskor under vakuum.

## Miljöaspekter
Det finns flera miljöproblem med tryckimpregnerat virke, bl.a. har det förekommit stora problem med nedsmutsad mark och grundvatten vid olika impregneringsanläggningar. När virket har tjänat ut måste det hanteras som farligt avfall vilket innebär att det inte bör eldas upp annat än under mycket kontrollerade förhållanden.
Idag sker all impregnering i Norden i av Kemikalieinspektions kontrollerade impregneringsanläggningar. All impregnering sker i en sluten och invallad process vilket betyder att ingen impregneringsvätska kan komma ut i omgivningarna. När virket har tjänat ut ska det dock hanteras som farligt avfall och deponeras på kommunens återvinningsstation.

## Andra alternativ
Värmebehandling av trä för att motstå röta är en metod som går till på så vis att virket värms upp i en syrefri miljö till en temperatur av 180–240 °C under mellan 10 och 40 timmar. Värmebehandling förändrar träets kemiska sammansättning varvid detta ger ett gott skydd mot röta, virket får här en brun färgnyans. En nygammal metod är att placera virke eller stolpar som ska användas i jord över en öppen eld, när träets yta förkolnar uppstår ett gott rötskydd.
Miljövänliga alternativ till tryckt virke är lärkträ som är likvärdig med kärnvirke av furu. Lärkens fördel gentemot furu är att lärkträ har mer kärnved än furu. Ekens kärna är mycket rötbeständigt men inte dess splintved, det är även dyrare. En har använts till stolpar för uppsättning av gärdesgårdar och dylikt, men förekommer ej i dimensioner som duger till uppsågning. Det mest exklusiva alternativet är hårda trädslag från tropikerna som teak.
Ett annat alternativ är virke där man, genom en helt miljövänlig process, kiselmodifierat träets fibrer och på så vis skapat en fysisk barriär mot både röta och eld.
Kärnveden hos en del träslag innehåller en högre halt av extraktiva ämnen än splintved, till exempel ämnet pinosylvin i kärnan hos furu som är fungicid. Olika träslag och rötmotstånd i förhållande till varandra och på vilket sätt dessa bör användas i tillverkning och hantverk är sedan länge känd kunskap.

## Olika träskyddsklasser
| Klass | Impregneringsmetod                                                            | Användningsområden                                                  |
| ----- | ----------------------------------------------------------------------------- | ------------------------------------------------------------------- |
| M     | Tryckimpregnering med full inträngning i splintveden.                         | Virke i varaktig kontakt med vatten.                                |
| A     | Tryckimpregnering med full inträngning till splintveden.                      | Virke i kontakt mark och vatten samt virke ovan mark som är utsatt. |
| AB    | Tryckimpregnering med full inträngning till splintveden.                      | Trä ovan mark.                                                      |
| B     | Vakuumimpregnering med 5 mm inträngning i splintveden samt 50 mm från ändträ. | Snickerier ovan mark, till exempel fönster och dörrar.              |